# Asymmetraspis distorta
Asymmetraspis distorta är en insektsart som först beskrevs av Robert Newstead 1917.  Asymmetraspis distorta ingår i släktet Asymmetraspis och familjen pansarsköldlöss. Inga underarter finns listade i Catalogue of Life.